# Miguel Busquets
Miguel Busquets (Santiago, 15 de outubro de 1920 — Santiago, 24 de dezembro de 2002) foi um futebolista chileno. Ele competiu na Copa do Mundo FIFA de 1950, sediada no Brasil.